# Étivey
Étivey es una localidad y comuna francesa situada en la región de Borgoña, departamento de Yonne, en el distrito de Avallon y cantón de Noyers.

## Demografía
| 707 | 710 | 717 | 703 | 640 | 693 | 656 | 634 | 626 | 590 | 564 | 555 | 528 | 545 | 551 | 511 | 477 | 466 | 441 | 442 | 363 | 384 | 361 | 377 | 351 | 363 | 320 | 299 | 270 | 240 | 229 | 222 | 234 |
| Para los censos de 1962 a 1999 la población legal corresponde a la población sin duplicidades (Fuente: INSEE [Consultar]) |     |     |     |     |     |     |     |     |     |     |     |     |     |     |     |     |     |     |     |     |     |     |     |     |     |     |     |     |     |     |     |     |